# Länsväg 316
Länsväg 316 går mellan Utanbergsvallarna 5 km söder om Klövsjö, sträcker sig genom Skalänget och till Åsarna där den når E45 ca 1 km söder om byn.
Den går inom Bergs kommun, Jämtlands län. Längden är 22 km.

## Anslutning
- Länsväg 315
- Europaväg E45

## Historia
Numret 316 infördes på 1940-talet. Vägen går likadant som då, utom ett nybygge närmast Åsarna på 1990-talet eller något senare. Även den norra delen genom Klövsjö by fick på 60-talet en ny sträckning för att lindra de vintertid besvärliga Klövsjöbackarna. 